# Jacques-Nicolas Vallot
Pour les articles homonymes, voir Vallot.
Jacques-Nicolas Vallot, né le 22 février 1771 à Dijon, où il est mort le 22 janvier 1860, est un médecin et un naturaliste français.

## Biographie
Docteur en médecine, Vallot fut professeur d’histoire naturelle à l’école secondaire de médecine de Dijon, et membre de plusieurs sociétés savantes, françaises et étrangères.

## Publications
- Détermination précise des insectes nuisibles, mentionnés dans les différents traités relatifs à la culture des arbres fruitiers, et indications des moyens à employer pour s'opposer à leurs ravages, 1827.
- Ichthyologie française : ou Histoire naturelle des poissons d’eau douce de la France, Dijon, E. Frantin, 1837, 321 p., in-8° (lire en ligne).
- Concordance systématique, servant de table de matières à l’ouvrage de Réaumur intitulé Mémoires pour servir à l'histoire des insectes, Paris, Grégoire Thouvenin, 1802, 218 p., in-8° (lire en ligne).
- Observations d’histoire naturelle : Détermination de plusieurs animaux aquatiques mentionnés par Rondelet et négligés par les naturalistes modernes, Dijon, E. Frantin, in-8°.
- Études sur la flore du Sénégal, 1883.

## Espèces décrites par Vallot
- Jaapiella veronicae
- Spurgia euphorbiae
- Neomikiella lychnidis
- Cystiphora sonchi
- Asphondylia verbasci
- Rhopalomyia ptarmicae
- Asphondylia coronillae
- Lasioptera eryngii
- Feltiella acarisuga

- Hoplocampoides xylostei
- Scambus xylostei
- Cochlostoma conicum
- Coleophora follicularis
- Coleophora cracella

## Compléments